# Пил, Норман
Но́рман Винсе́нт Пил (англ. Norman Vincent Peale; 31 мая 1898 — 24 декабря 1993) — американский писатель, богослов, священник, создатель «Теории позитивного мышления». Одна из самых известных книг Нормана Пила — «Сила позитивного мышления». Другие известные работы: «Оставайся живым всю жизнь», «Ты сможешь, если думаешь, что сможешь», «Энтузиазм ведет к улучшениям», «Этот невероятный век», масон.

## Биография
Родился в деревне Боуэрсвилл (штат Огайо). Окончил два университета: Уэслианский университет Огайо и Школу теологии Бостонского университета. В 1922 году стал служителем методистской церкви. Затем, в 1932 году, перешёл в Реформатскую церковь в Америке и более пятидесяти лет работал пастором в Мраморной коллегиальной реформатской церкви Манхэттена. Теорию позитивного мышления Винсент Пил разработал в сотрудничестве с психоаналитиками. Пил — один из учредителей «религиозно-психиатрической клиники», которая была позже преобразована в «Американский фонд религии и психиатрии» (англ. American Foundation of Religion and Psychiatry), где Пил занимал пост президента.
В 1935 году стал автором радиопроекта «Искусство жизни», просуществовавшего 54 года. При поддержке Национального совета церквей стал выступать по телевидению. Во время Великой депрессии вместе с основателем J. C. Penney & Co предпринимателем и благотворителем Джеймсом Кэшем Пенни, радио- и телеведущим Артуром Годфри и основателем и генеральным директором IBM Томасом Джоном Уотсоном состоял в совете неправительственной организации «40Plus» (основная деятельность — помощь безработным менеджерам). В 1945 году при поддержке своей жены — Рут Стаффорд Пил и предпринимателя Раймонда Торнбурга стал одним из редакторов религиозного журнала «Guideposts» и писал книги. Финансовую поддержку в размере $1. 200 Пилу оказали основатель медаихолдинга Gannett Company Фрэнк Ганнетт, владелец нефтяной компании Sunoco Джозеф Говард Пью и главный менеджер бруклинских Доджерс Барнч Рикки.
Был масоном. Имел 33° Древнего и принятого шотландского устава.

## Оценки

### Положительные
12 июля 1966 года баптистский деятель Билли Грэм на заседании Национального совета церквей отметил: «Я не знаю никого, кто сделал больше для Царства Божьего, чем Норман и Рут Пил или столь значимой в моей жизни поддержки, которую они оказывали мне.»
Президент США Билл Клинтон, услышав о смерти Пила, сказал: «Имя доктора Нормана Пила всегда будет отождествляться с дивными американскими ценностями оптимизма и служения. Доктор Пил был оптимистом, который верил, что каковы бы ни были противоречия и сложности современной жизни у нас, кто-то мог одержать победу двигая жизни с простым чувством веры. И он служил нам, внушая, что оптимизм каждого христианина и любого другого человека, который соприкоснулся с его сочинениями или его обнадеживающей души. В плодотворной и щедрой жизни охватившей XX век Доктор Пил поднял дух миллионов и миллионов людей, которые воспитались и поддерживались его примером, его учением и его желанием отдавать. В то время как семья Клинтон и все американцы оплакивать его утрату, есть некоторая поэтичность в его уходе в день, когда весь мир празднует рождение Христа, представление о том, что имеет главное значение для послания доктора Пил и работы доктора Пил. Его будет не хватать».
Президент США Дональд Трамп, чьи родители и он сам испытали сильное влияние Пила, отмечал, что считает его «одним из величайших ораторов» каких он когда-либо знал и что он до сих пор помнит церемонии Пила: «Вы можете слушать его весь день. И когда вы вышли из церкви, то разочарованы что всё закончилось. Он был величайшим парнем». Также Трамп говорил о Пиле: «Он выступал с лучшими проповедями как никто; он был изумительным оратором. Он мог говорить в течение 90 минут, и люди были расстроены, когда это заканчивалось».

### Критические
Физик Роберт Ли Парк отмечал: «Техника самогипноза Пила жёстко критиковалась экспертами по психическому здоровью, которые предупреждали, что они опасны. Критики называли его трюкачом и мошенником. Однако будучи священнослужителем Пил был избавлен от каких-либо требований доказать свои утверждения». Некоторые в открытую называли Пила мошенником

Психиатр Р. С. Мёрфи писал: «Вся эта реклама доказывает как всё есть, с последовательным уклонением в сторону полуправды и ссылками на работу и цитирование материала с „неискренним и твердолобым благочестием“». Мёрфи высказывал мнение, что «самопознание, в понимании господина Пила однозначно плохо, а самогипноз — хорошо.» Мёрфи полагает, что понимание ума Пилом «не глубоко», а описание им работы ума и бессознательного обманчиво простое и ложное: «Его концепция „личность“ столь поверхностна, что его установки легко проявляются. […] Если бессознательное человека … можно представить в качестве ёмкости для небольшого числа психических частиц, то идеи, вроде „дренажа ума“ логически вытекают. Так же как и зависимость от самовнушения, которая является краеугольным камнем философии господина Пила». Мёрфи писал: 
С сахариновым терроризмом Пил воспрещает своим последователям слышать, говорить и видеть любое зло. Для него реальное человеческое страдание не существует; нет такой вещи как убийственная ярость, суицидальное отчаяние, жестокость, похоть, алчность, массовая бедность или неграмотность. Все эти вещи он отбрасывает как несущественные психические процессы, которые будут растворяться по мере того, как мысли будут просто переключены на более весёлые каналы. Подобное отношение столь неприятно, оно несёт некоторый поиск своего собственного смысла. Это явно не подлинное отрицание зла, а скорее ужас от него. Индивид отводит глаза от человеческого скотства и страдание даёт о себе знать тогда, когда он не может просто стоять и смотреть на это. Поступая таким образом он утверждает, что зло абсолютно, он смотрит в сторону только тогда, когда чувствует, что бессилен что-либо сделать. Вера в чистое зло, область опыта за пределами возможности помощи или искупления, является самопроизвольным призывом к действию:
«„зло“ означает „то, что на что следует напасть“». Между расами, например, эта вера приводит к предрассудкам. В воспитании детей это склоняет родителей в попытке искоренить, а не пытаться развивать ту или иную область формирующейся личности ребенка… В международных отношениях это ведёт к войне. Как только религиозный авторитет поддерживает нашу способность к ненависти, или отказывается признавать неудовлетворённость в стиле господина Пила, или более классическом стиле создания хорошего удобного сатаны для ненависти, это усыпляет нашу бдительность и заводит в тупик… Таким образом, книга господина Пила не только недостаточна для наших нужд, но и берётся заглушить хрупкий внутренний голос, который является побудителем для внутреннего роста.
Психолог Альберт Эллис, создатель рационально-эмоциональной поведенческой терапии, сравнил техники Пила с методикой Эмиля Куэ и пришёл к выводу, что чёрно-белый взгляд на жизнь, который предлагает Пил и повторное использование этих гипнотических техник может привести к серьёзным проблемам с психическим здоровьем. Эллис свидетельствует о большом количестве людей, которых он лечил после того как они получили нервный срыв, следуя советам Пила. В своих работах он предостерегал людей от подобного увлечения, называя его опасным, искажённым и нереальным: «В долгосрочной перспективе [учение Пила] приведёт к неудаче и разочарованию, и не только возвращается бумерангом к людям, но и заставляет их относиться с недоверием к подлинной терапии».
Критики также указывали на наличие в книгах Пила скрытого гипноза.

## Награды
- Президентская медаль Свободы (1984), награждён Рональдом Рейганом за вклад в области теологии.[13]